# راکی ماونتین چاکلت فکتوری
راکی ماونتین چاکلت فکتوری (انگلیسی: Rocky Mountain Chocolate Factory) شرکت صنایع غذایی آمریکایی است، که در سال ۱۹۸۱ تأسیس شد.